# 裔鼠屬
裔鼠屬（学名：Tokudaia），哺乳綱、囓齒目、鼠科的一屬，而與裔鼠屬（裔鼠）同科的動物尚有嬌鼠屬（嬌鼠）、白腹蓬毛鼠屬（白腹蓬毛鼠）、灌鼠屬（肯氏灌鼠）、青毛鼠屬（青毛鼠）等之數種哺乳動物。
裔鼠屬中的奄美裔鼠和沖縄裔鼠和德之島裔鼠，已完全丟失它們的Y染色體（包括SRY基因），而将其余的一些原来在Y染色体上的基因转移到了X染色体上。由CBX2基因代替SRY基因，發揮了決定雄性性別的作用。

## 下属物种
本属包括以下物种：
- Tokudaia muenninki (Johnson, 1946)
- Tokudaia osimensis (Abe, 1933)
- Tokudaia tokunoshimensis Endo & Tsuchiya, 2006
- Tokudaia tokunoshimensis Kuroda, 1943